# Dalbergia carringtoniana
Dalbergia carringtoniana là một loài thực vật có hoa trong họ Đậu. Loài này được Sousa miêu tả khoa học đầu tiên.